# 카이: 거울 호수의 전설
《카이: 거울 호수의 전설》(영어: Kai)는 2016년에 개봉한 대한민국의 애니메이션 영화이다.

## 시놉시스
카이, 눈의 여왕의 마법에 걸린 세상을 구하라!
어느 날, ‘카이’가 살고 있는 평화로운 마을이
눈의 여왕 ‘하탄’의 마법에 걸려 얼음으로 뒤덮인다.
마을의 수호신인 강의 정령은 용감한 소년 ‘카이’에게
하탄’에게 맞설 수 있는 유일한 열쇠인 영혼의 구슬을 건네며
위기에 빠진 마을을 구해달라고 부탁한다.
카이’에게 주어진 시간은 단 3일!
 
마을을 지키기 위한 ‘카이’와 숲 속 친구들의 흥미진진한 모험이 시작된다!

## 배역
- 김영은 : 카이/반디 역
- 박고운 : 샤므이 역
- 강진아 : 하탄 역
- 박주광 : 제제/주민4/아이5 역
- 김도영 : 강의 정령/포포/소녀 엄마/아이3 역
- 김연아 : 엄마/아이4 역
- 김디도: 족장/돌주먹/주민2/피난민
- 김창환: 덩치/주민3/아이1
- 채민지: 콧수염/주민1/소녀/아이2
- 그 외: 남택우, 김광호, 이건우, 임무권, 이창규